# جف راسكين
جف راسكين (بالإنجليزية: Jef Raskin)‏ ولد في 9 مارس 1943 وتوفي في 26 فبراير 2005 وهو كان مشهورا ببدء مشروع ماكنتوش لشركة أبل في أواخر 1970.